# 치과얀테
치과얀테(스페인어: Chiguayante)는 칠레 비오비오주 콘셉시온 현에 위치한 도시로 면적은 71.5km2, 높이는 249m, 인구는 84,718명(2012년 기준)이다. 도시가 설립된 시기는 1996년이다. 콘셉시온 도시권을 형성하는 도시 가운데 한 곳이다.